# Домінго Кареага
Домінго Кареага (ісп. Domingo Careaga Achalandabaso, 3 серпня 1897, Гечо — 30 травня 1947) — іспанський футболіст, що грав на позиції захисника. Гравець національної збірної Іспанії.

## Спортивна кар'єра
У дорослому футболі дебютував 1916 року виступами за команду клубу «Аренас» (Гечо), кольори якої і захищав протягом усієї своєї кар'єри гравця, що тривала цілих п'ятнадцять років. Двічі грав у фіналах національного кубка. У двох перших сезонах іспанської Прімери провів 6 матчів. 
1921 року дебютував в офіційних матчах у складі національної збірної Іспанії. Протягом кар'єри у національній команді, яка тривала 3 роки, провів у формі головної команди країни 4 матчі.

## Досягнення
Кубок Іспанії
- Переможець (1): 1919
- Фіналіст (1): 1925

## Статистика
Статистика виступів за збірну:
| Дата       | Місто         | Господарі  | Результат | Гості   | Турнір           | Голи | Примітки |
| ---------- | ------------- | ---------- | --------- | ------- | ---------------- | ---- | -------- |
| 09-10-1921 | Більбао       | Іспанія    | 2 – 0     | Бельгія | товариський матч | -    |          |
| 30-04-1922 | Бордо         | Франція    | 0 – 4     | Іспанія | товариський матч | -    |          |
| 17-12-1922 | Лісабон       | Португалія | 1 – 2     | Іспанія | товариський матч | -    |          |
| 28-01-1923 | Сан-Себастьян | Іспанія    | 3 – 0     | Франція | товариський матч | -    |          |
| Усього     |               | Матчів     | 4         |         | Голів            | 0    |          |